# Bruegelhuis

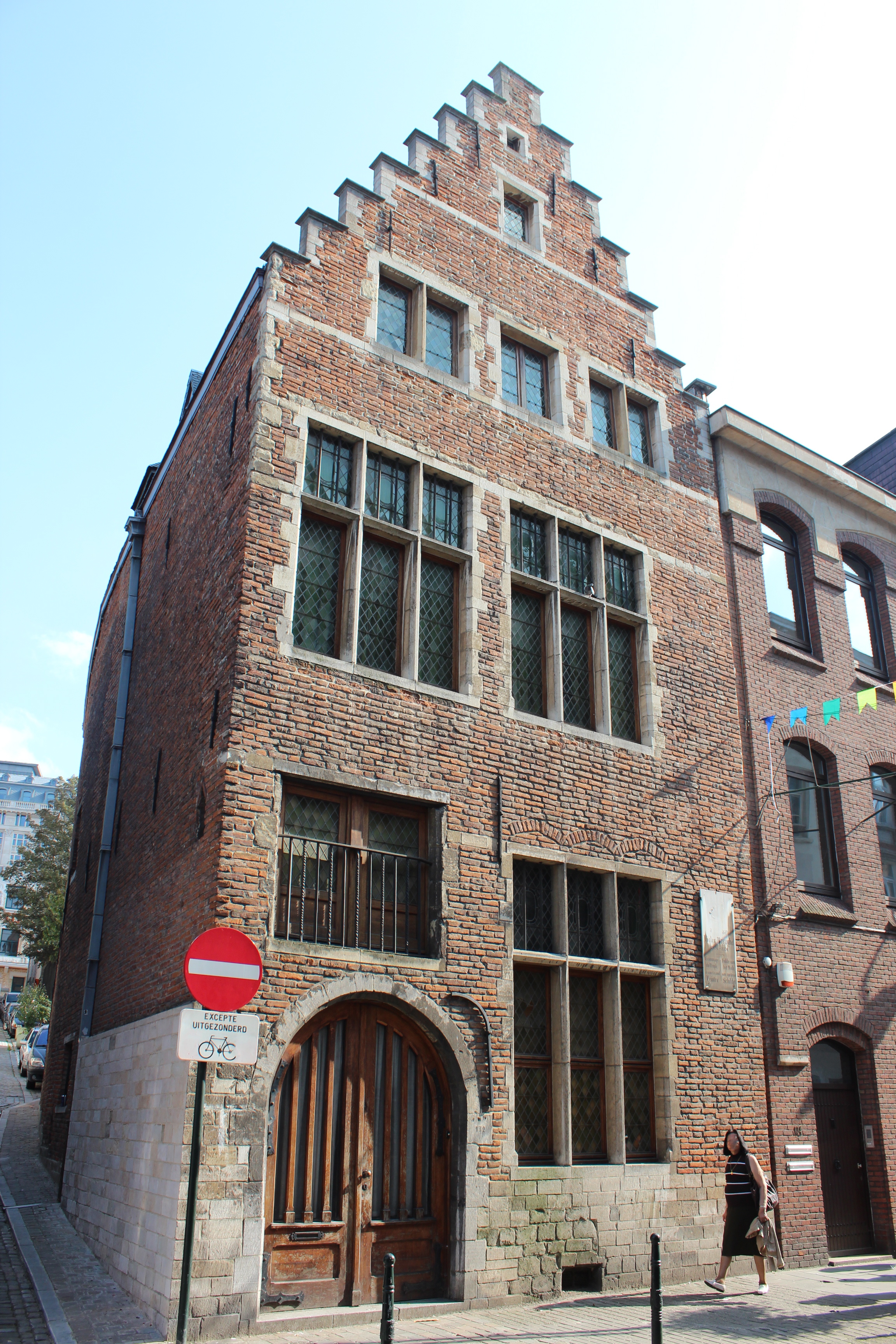
Bruegelhuis aan de Hoogstraat in Brussel.

Het Bruegelhuis is een pand uit de zestiende eeuw in de Brusselse Marollenwijk, gelegen op de hoek van de Rodepoortstraat met de Hoogstraat. Het gebouw is sinds 1960 officieel bouwkundig erfgoed en heeft zijn naam te danken aan de beroemde kunstschilder Pieter Bruegel de Oude die er gewoond zou hebben gedurende de periode 1563-1569. Toch bestaat hierover enige historische twijfel. Recent onderzoek heeft namelijk uitgewezen dat niet hij, maar zijn achterkleinzoon David Teniers III er gewoond heeft. Bruegel en zijn gezin woonden volgens dit onderzoek dus niet in het Bruegelhuis, wel in een gebouw nabij het Bogaardenklooster.

## Architectuur
Het gebouw is een traditionele woning uit de zestiende eeuw met twee bouwlagen. Vroeger was er aan de linkerzijde van het pand een grote poort die de toegang vormde tot de toen nog doodlopende en overdekte Rodepoortstraat. Ook de ingang van de woning bevond zich in deze doorgang. In 1888 verdween dit steegje en werd de Rodepoortstraat een volledig doorgetrokken straat die nog steeds vlak naast het huis loopt.
Sinds 1924 hangt er een gedenkplaat voor Breugel aan de gevel, ter gelegenheid van de 400ste verjaardag van de geboorde van de kunstschilder. Hierop staat de volgende zin: 'Aan Pieter Bruegel 1524 - 1924. Hulde van het Volk, aan zyn Groot Schilder'.
In 1963 werd het gebouw grondig gerestaureerd, als gevolg van de bescherming tot erfgoed van zowel de buitenkant als het interieur van het huis in 1960. Zo werd de originele gevel vervangen door een opstand in baksteen en natuursteen onder een getrapte topgevel. Ook de stenen deurlijst, een late transformatie van de originele lijst die plaatsvond in de achttiende eeuw, werd gedemonteerd. Deze maatregelen werden genomen om het gebouw in haar oorspronkelijke en typerende zestiende-eeuwse uitzicht te herstellen.

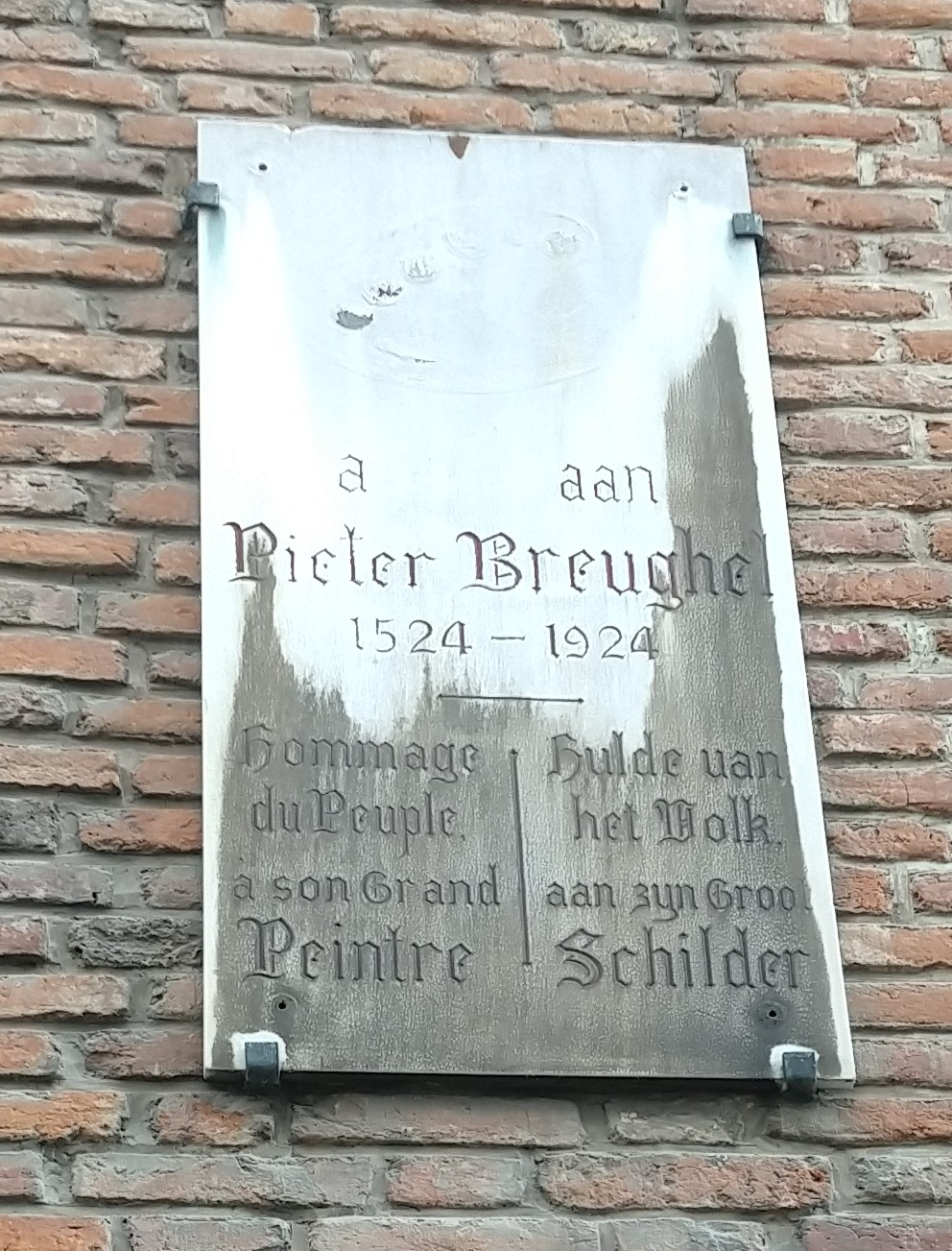
Gedenkplaat uit 1924 voor Pieter Bruegel de Oude aan het Bruegelhuis.

In 2009 werd het Bruegelhuis overgedragen aan de federale overheid.

## Bruegelmuseum
Al enkele jaren zijn er plannen om van het woonhuis een klein museum of kenniscentrum te maken. Zo hoopte onder meer de Koninklijke Musea voor Schone Kunsten van België (KMSK), in het kader van de 450e sterfdag van Bruegel, een Bruegelmuseum met multimediaal visitor center in het pand te openen in 2019. Problemen met de financiering houden evenwel het project nog tegen. Toerisme Vlaanderen was bereid 1,6 miljoen euro in het project te pompen en de KMSK zouden een bijkomende 1,1 miljoen euro betalen. Het geld was dus voorhanden, maar Federaal Minister van Begroting Sophie Wilmès hield finaal de vinger de op de knip. Zij verwees daarvoor naar een Europese norm die stelt dat musea zoals de KMSK per jaar maar mogen uitgeven wat ze binnen datzelfde jaar aan inkomsten binnenkrijgen.